# Кононов, Адолий Яковлевич
Кононов Адолий Яковлевич (4 февраля 1942, Тура, Красноярский край — 22 августа 2002, Харьков) — советский и украинский хирург, первым  в мире  запатентовал  устройство  установки   в  трубчатом органе самофиксирующегося  стента..

## Биография
Кононов Адолий Яковлевич родился 4 февраля 1942 года в г. Тура Красноярского края ( СССР,  Российская Федерация).  С 1959 по 1962гг.  А .Я. Кононов учился в Донецком политехническом институте на строительном факультете, а  с 1962 по 1968гг. - в Донецком медицинском институте.                                   А. Я. Кононов  являлся ведущим сотрудником Харьковского НИИ общей и неотложной хирургии (ХНИИОНХ) (ныне   ГУ «Институт общей и неотложной хирургии имени В. Т. Зайцева НАМН Украины»).

## Научная деятельность
В начале 70-х годов А. Я. Кононовым были выполнены первые экспериментальные операции  по дистанционной имплантации в сосуды саморасширяющегося стента, выполненного в виде пружины с увеличивающимся после установки диаметром.
15 января 1979г.. в СССР было зарегистрировано изобретение на «Устройство А. Я. Кононова для установки протеза в трубчатом органе» и выдано а. с СССР. № 660689 от 25.11.77г. По современной терминологии это устройство содержит интродьюсер, протез,, катетер с раздуваемыми баллонами и блок управления системой. Приспособление для установления протеза впервые выполнено в виде эластичной трубки с раздуваемыми  баллонами. Самофиксирующийся протез выполнен в виде трубки, снабженной фиксирующими элементами. которые расположены по периметру на обоих концах трубки и имеют вид скобок с шипами для закрепления протеза в трубчатом органе. В качестве клинического примера применения этого устройства впервые описана технология эндоваскулярного дистанционного протезирования аневризмы аорты синтетическим самофиксирующимся  протезом.

Преимущества метода: 1) Малотравматический хирургический доступ; 2) Дистанционный характер основного этапа оперативного лечения; 3) Имплантация стента путем раздувания баллонов регулируемым давлением для достижения требуемого размера, равного диаметру сосуда, в условиях управляемой гипотонии с применением антикоагулянтов под рентген-телевизионным контролем. Устройство обеспечивает возможность дистанционного эндоваскулярного введения и имплантации протеза в патологически измененном сосуде, а также в трубчатом органе.
Изобретение по а.с. СССР № 660689 от 25. 11. 77г.  является пионерским, то есть не имеет прототипа и положило начало разработкам в новом направлении стентирования.

Однако в отечественной литературе отсутствуют ссылки на пионерское изобретение А. Я. Кононова. Патенты США, в которых заявлены аналогичные системы, выданы без ссылки на изобретение А. Я.  Кононова.
Экспериментальные образцы инструментария, которые были предложены А.Я. Кононовым, находятся в Музее медицины США в Вашингтоне.
Основополагающие принципы эндоваскулярного дистанционного протезирования, заложенные в пионерском изобретении А. Я. Кононова, защищенном а. с. СССР № 660689, использованы при разработке методов протезирования пищевода, общего желчного протока, мочеиспускательного канала и были реализованы в высоких технологиях двадцатого столетия. Это новый этап в развитии клинической хирургии.
В развитие метода эндоваскулярного дистанционного протезирования для интраоперационного протезирования и шунтирования сосудов было получено а. с. СССР № 1064502 «Сосудистый имплант и устройство для его крепления А. Я. Кононова» с приоритетом от 03.05.1979г. Главным преимуществом метода было сокращение времени на выполнение анастомоза протеза с сосудом, а при адекватном подборе диаметра протеза отсутствовали признаки стеноза места крепления протеза к сосуду.
В 1980 году А.Я.  Кононов . защитил кандидатскую диссертацию по теме «Разработка способа хирургического лечения расслаивающей аневризмы аорты». Было разработано устройство, способствующее выполнению дистанционного чрезбедренного управляемого рассечения интимы при остром расслоении аорты и переводу его в хронический вариант течения, впервые получена экспериментальная модель заболевания, установлены предпосылки развития расслаивающего процесса в аорте. Устройство для чрезбедренного управляемого рассечения интимы стенок сосуда при остром расслоении аневризмы аорты защищено а. с. СССР № 599802 от 09.11.76г.. и а. с. СССР № 938977 от 12.03.80г..
Усовершенствованию способов выполнения вмешательств и конструкций устройств для интервенционной радиологии способствовало использование лазерных технологий. А.Я. Кононовым и сотрудниками ХНИИОНХ была разработана новая технология и проведены эксперименты по эндоваскулярной хирургии ишемической болезни сердца, профилактике и лечению острого инфаркта миокарда путем создания вентрикуло - коронарного шунта с помощью ряда устройств, описанных в а. с. СССР «Канюля для улучшения кровоснабжения ишемизированного миокарда» № 1489024, а. с. СССР № 1587697 «Хирургический инструмент», а. с. СССР № 1754128 «Способ хирургического лечения ишемической болезни сердца и устройство для его осуществления» от 06.03.80г.. и в патенте РФ № 2026640 «Способ хирургического лечения ишемической болезни сердца» от 13.09.94г..., а также в патенте Украины № 24956 «Способ хирургического лечения ишемической болезни сердца» от 12.04.93. Разработанная технология является одним из перспективных направлений интервенционной радиологии, преимущественно в сердечно-сосудистой хирургии, так как обеспечивает адекватное кровообращение миокарда.
Способ лечения ишемической болезни сердца, защищенный а. с. СССР № 1754128, обеспечивает снижение травмирующего воздействия на миокард путем уменьшения мощности лазерного излучения. Однако технические проблемы, возникшие при реализации данного способа, не позволили внедрить его в клиническую практику. Положительные результаты экспериментов на животных подвинули авторов на разработку более совершенной технологии по созданию дополнительного источника кровоснабжения ишемизированного миокарда в случае отсутствия анатомических условий для стентирования коронарных артерий, аорто - коронарного шунтирования (заявка на патент Украины № 98010021 от 5.01.98г.).
Предлагаемый способ лечения ишемической болезни сердца с целью снижения травматичности и повышения эффективности реваскуляризации миокарда существенно отличается от известных эндоваскулярных методов тем, что может быть применен при любом типе анатомического поражения коронарных артерий. При отсутствии анатомических условий для операций, направленных на прямую реваскуляризацию коронарных артерий, создание лазерного вентрикуло - коронарного шунта может стать операцией выбора, а при прямой реваскуляризации миокарда — дополнительным вмешательством, выполняемым перед аорто-коронарным шунтированием, или стентированием коронарных артерий для предупреждения осложнений самого вмешательства и повышения его эффективности.
Основным преимуществом новой технологии эндоваскулярной дистанционной хирургии ишемической болезни сердца является малотравматический хирургический доступ (бедренная, подкрыльцовая артерии), местная анестезия, а основной этап вмешательства осуществляется на работающем сердце со стороны эпикарда в короткий промежуток времени.
А.Я. Кононову  (и соавторам) принадлежит ряд публикаций, относящимся к ортотопической пересадке печени в эксперименте с использованием бесшовных методов соединения сосудов, а также публикации, связанные с применением положений квантово-биологической теории в хирургии и онкологии.
В 2000- 2002 годах А.Я. Кононов работал над созданием универсального  стента, конструкция которого  была бы  избавлена  от недостатков, присущих  существующим  в то время стентам, а именно: - трудности, связанные с центрированием эндопротеза во время его имплантации; - неполный контакт внешней поверхности  эндопротеза  с внутренней поверхностью сосуда и др.  Важной особенностью заявленной конструкции стент-протеза  была высокая степень надежности фиксации его в середине сосуда , полная герметизация и чистота анастомоэа. Был создан экспериментальный образец стента и проведены  его испытания. Универсальный стент, разработанный А.Я. Кононовым , был первым  в новом поколении эндопротезов.
На изобретение " Стент, способ дистанционного  протезирования, система для его осуществления и способ хирургического лечения  заболеваний трубчатого органа" поданы заявки  на патент Украины № 2001105749 от 10.10.2000г, патент РФ № 2001107089/20 (007305) от  06.03.2001г. и международная заявка РСТ № 01/00012 от 18. 05. 2001г.
А.Я. Кононову принадлежит  61 научная публикация  в журналах, 25 охранных документов ( авторские  свидетельства СССР, патенты Украины,  и России, международные заявки),  в том числе - два пионерские изобретения. Пионерское изобретение, защищенное А.С. СССР № 660689 от 25.11.77г. , опубликовано  в  Официальном патентном бюллетени СССР   " Открытия, изобретения, промышленные образцы, товарные знаки" за  1979г, №17,
с. 20. Полное описание  этого изобретения сберегается  в фондах  научных библиотек,  в том числе  в фонде Харьковской  государственной научной  библиотеки им. В.Г. Короленко.  Еще одно пионерское изобретение   имеет гриф " Для служебного пользования"  и не подлежит  публикации в открытой печати.
А.Я. Кононов признан в мире  как основоположник  дистанционного  эндоваскулярного  эндопротезирования - интервенционной  радиологии.
К сожалению, много разработок и планов А.Я. Кононова  остались незавершенными. Адолий  Яковлевич внезапно ушел из жизни  22 августа 2002 года на 61 году жизни.  

## Избранные труды
1. А. с. № 599802 СССР, МКИ А61 В 17/32. Устройство для рассечения стенок сосудов / А. Я. Кононов (СССР). — Заявлено 09.11.76, Опубл. 30.03.78. // Открытия. Изобретения. — 1978. — № 12.
2. А. с. № 660689 СССР, МКИ А61М 29/00. Устройство А. Я. Кононова для установки протеза в трубчатом органе / А. Я. Кононов (СССР). — Заявлено 25.11.77, Опубл. 05.05.79 // Открытия. Изобретения. — 1979. — № 17. — с. 20
3. А. с. № 938977 СССР, МКИ А61 В 17/32. Устройство для рассечения стенок сосудов / В. Т. Зайцев, А. Я. Кононов, А. Б. Ключко и др. (СССР). — Заявлено 13.03.80, Опубл. 30.06.82 // Открытия. Изобретения. — 1982. — № 24. — с. 40
4. А. с. № 1064502 СССР. Сосудистый имплант и устройство для его крепления А. Я. Кононова / А. Я. Кононов (СССР). — Заявлено 03.05.79, (не подлежало публикации).
5. А. с. № 1587697 СССР. Хирургический инструмент / А. Я. Кононов (СССР). — Заявлено 06.03.80, (не подлежало публикации).
6. А. с. № 1754128 СССР, МКИ А61Б № 5/06. Способ лечения ишемической болезни сердца / А. Я. Кононов, В. Т. Зайцев (СССР). — Заявлено 06.03.89, Опубл. 15.08.92. // Открытия. Изобретения. — 1992. — № 30. — с. 24
7. Патент РФ № 2026640, МКИ А61 В 17/00. Способ лечения ишемической болезни сердца / А. Я. Кононов, В. Т. Зайцев. — Заявлен 13.09.84. Опубл. 20.01.95 г. Бюл. 1995. — № 2
8. Патент Украины № 24956, МКИ А61 В 17/00. Спосіб хірургічного лікування ішемічної хвороби серця / А. Я. Кононов, В. Т. Зайцев. — Заявлено 13.09.84, Опубл. 25.12.98 г. Бюл. 1998. — № 6
9. Патент Украины № 47101 А МКИ А61 В 17/00. Спосіб шунтування органів при операціях на магістральних судинах / В. В. Бойко, В. О. Прасол, А. Я. Кононов, Д. Є. Волков. — Заявлен 25.07.2001, Опубл. 17.06.2002. Бюл. 2002. — № 6.
10. Патент Украины № 47103 А МКИ А61 В 17/00. Пристрій для обтурації порожнистого органа / В. В. Бойко, А. Я. Кононов, В. О. Прасол, Д. Є. Волков — Заявлен 25. 07.2001, Опубл. 17.06.2002. Бюл. — № 2002. — № 6.
11. Патент Украины № 47125 А. МКИ А 61 В 17/00. Спосіб портокавального шунтування / В. Т. Зайцев, В. В. Бойко, А. Я. Кононов та ін. — Заявлен 22.01.99, Опубл. 15.10.2001. Бюл. 2001. — № 9.
12. Патент Украины № 60425 А МКИ А61 В 17/00. Спосіб шунтування камер серця / В. В. Бойко, І. А. Криворучко, А. Я. Кононов та ін.. — Заявлен 29.03.2002, Опубл. 15.10.2003. Бюл. 2003. — № 10
13. Кононов А. Я, Бойко В. В. Изобретательские решения в сосудистой хирургии // Діагностика, лікування та профілактика тромбоемболії легеневої артерії. Нові технології, економічні аспекти ендоваскулярної та інтервенціоної радіології: матеріали Пленума Ради Асоціації (22-23 квітня 1998 р., Чернігів). — К., 1998. — с. 62-66
14. Кононов А. Я., Егорова В. А. Интервенционная радиология: история, приоритеты, первые экспериментальные результаты // Клінічна хірургія. — 2000. — № 3. — с. 47-51
15. Ортотопическая пересадка печени в эксперименте с использованием бесшовных методов соединения сосудов / В. Т. Зайцев, В. В. Бойко, А. Я. Кононов и др. // Клінічна хірургія. — 1995. — № 9-10. — с. 33-36
16. Применение самокрепящихся протезов в трансплантологии / В. Т. Зайцев, В. В. Бойко, А. Я. Кононов и др. // Материалы междунар. симпозиума по сердечно-сосудистой и интервенционной радиологии. — М., 1995. — с. 34
17. Ортотопическая пересадка печени в эксперименте с использованием бесшовных методов соединения сосудов / В. Т. Зайцев, В. В. Бойко, А. Я. Кононов и др. // Вестник проблем современной медицины. — 1995. — № 3. — с. 7-10
18. Явление гиперрегенерации биологических тканей вне зоны высокоэнергетической лазерного воздействия / В. В. Бойко, А .Я. Кононов, А. М. Коробов и др. // Применение лазеров в медицине и биологии: материалы XIII Междунар. науч. — практ. конф. — Х., 1999. — с. 23
19. «Ноу-хау» энергетического перехода от фотодинамической терапии исключительно квантово-биологическим методом / В. Т. Зайцев, В. В. Бойко, А. Я. Кононов и др. // Применение лазеров в медицине и биологии: материалы XII Междунар. науч. — практ. конф. — Х., 1999. — с. 28
20. Первые практические результаты применения положений квантово-биологической теории в хирургии и онкологии / В. Т. Зайцев, В. В. Бойко, А. Я. Кононов и др. //Применение лазеров в медицине и биологии: материалы XII Междунар. науч. — практ. конф. — Х., 1999. — с. 29
21. Прогнозируемая биоэлектромагнитная дисперсия клеточного деления биологического роста / В. Т. Зайцев, В. В. Бойко, А. Я. Кононов и др. //Применение лазеров в медицине и биологии: материалы XII Междунар. науч. — практ. конф. — Х., 1999. — с. 29-30
22. Клеточное деление и биологический рост с позиции квантово-биологической теории / В. Т. Зайцев, В. В. Бойко, А. Я. Кононов и др. // Применение лазеров в медицине и биологии: материалы XII Междунар. науч. — практ. конф. — Х., 1999. — с. 34-36
23. Бойко В. В. К вопросу эндоваскулярного протезирования и шунтирования сосудов / В. В. Бойко, А. Я. Кононов, В. А. Прасол // Нові технології ендоваскулярної хірургії: інтервенційна радіологія в онкології: зб. наук. пр. — К., 1999. — с. 106—108
24. Минимальная инвазивная технология лазерного портокавального чреспеченочного шунтирования /В. Т. Зайцев, В. В. Бойко, А. Я. Кононов и др. // Укр. журнал малоінвазивної та ендоскопічної хірургії. — 1999. — № 3. — с. 69
25. Экспериментальное обоснование лазерного внутипеченочного портокавального шунтирования / В. Т. Бойко, А. Я. Кононов и др. //Применение лазеров в медицине и биологии: материалы XII Междунар. науч. — практ. конф. — Х., 1999. — с. 23
26. Бойко В. В. Аспекты дистанционного, интраоперационного протезирования и шунтирования сосудов самофиксирующимся эндопротезом / В. В. Бойко, А. Я. Кононов // Шпитальна хірургія. — 2000 (додаток). — № 1 — с. 48-49
27. Перспективы применения в хирургии комбинированного лазера, генерирующего излучения в инфракрасной и зеленой областях спектра / В. В. Бойко, И. А. Криворучко, А. Я. Кононов и др. // Применение лазеров в медицине и биологии: материалы XIV Междунар. науч. — практ. конф. — Х., 2000. с. 39
28. Интервенционная радиология: История, приоритеты, первые экспериментальные результаты / В. В. Бойко, А. Я. Кононов, В. А. Прасол и др. // Фотобіологія та фотомедицина. — 2000. — № 1-2. — с. 115—120
29. Новые лазерные технологии в хирургической кардиологии / А. Я. Кононов, В. В. Бойко, Ю. В. Авдосьев, В. А. Прасол // Квантово-биологическая теория: монография / под ред. В. В. Бойко и М. А. Краскоголовца. — Х.: Факт, 2003. — с. 835—849.
30. Кононов А. Я. Разработка способа хирургического лечения расслаивающей аневризмы аорты (Клинико-экспериментальное исследование): автореф. дис. на соискание ученой степени канд. мед. наук: спец 14.00.27 «Хирургия» / А. Я. Кононов; Укр. ин-т усовершенствования врачей. — Х., 1980. — 22 с.